# Província de Los Santos
Los Santos és una província panamenya del sud de la península d'Azuero. Las Tablas és la seva capital i localitat més poblada. Los Santos està formada pels districtes de Los Santos, Guararé, Las Tablas, Macaracas, Pedasí, Pocrí i Tonosí. Amb una superfície de 3.809,4 km² i una població de 89 592 habitants, limita al sud i a l'est amb l'oceà Pacífic, al nord amb l'oceà Pacífic i la província d'Herrera, i a l'oest amb el districte de Mariato.
El marc geogràfic és un dels elements que dona singularitat i personalitat pròpia a Los Santos. Des del punt de vista geogràfic, podem distingir tres grans àrees ambientals, conformades per la interacció dels diferents factors físics que incideixen sobre el medi natural: la zona serrana dominada pel sector azuerenc de les serres de Azuero i Canajagua-que separen Los Santos de Mariato-, una zona intermèdia de turons i valls fluvials, sent els més importants: el de Tonosí, vall Rico i el del riu La Villa, que separen les terres altes d'Azuero de la tercera zona, constituïda per les planes litorals i conques sedimentàries.
Los Santos està situada a l'Arc Sec, nom donat a la franja de terra existent entre el golf de Panamà i la serralada Central que inclou àrees de les províncies de Coclé, Herrera i Veraguas al sud de l'istme de Panamà. Posseeix un clima tropical de sabana i de temperatures moderades, fortament influït pels vents de l'oceà Pacífic que xoquen contra les muntanyes, i pel corrent de Humboldt. La precipitació mitjana és de 1.200 mm anual, el que permet el creixement del bosc tropical sec i humit. La seva major elevació es localitza en el pic de turó Hoya amb uns 1 559 metres d'altitud, altres pics importants són el turó Cambutal (1.400 metres) i turó los Ñopos (1 068 metres).
En aquesta regió es troben els assentaments humans més antics de l'istme de Panamà. Va formar part de la regió cultural del Gran Coclé on es va desenvolupar un dels primers estils ceràmics d'Amèrica. Els primers europeus a explorar Loss Santos van ser els espanyols l'any 1515 sota el comandament de Gonzalo de Badajoz. A l'arribada dels europeus la regió era regida pel cacic Antataura o Cutara, i era coneguda com la Terra del senyor París o Pariba, paraula del Ngäbe, Bari-ta que significa Confederació de Pobles, per tenir sota el seu domini a altres sis províncies indígenes: Guararí, Quema, Chiracoitia, Hueré, Guanata i Usagaña. L'única província que no estava sota el seu domini era la d'Escòria. Gaspar de Espinosa va aconseguir conquistar Pariba i annexar a l'imperi espanyol l'any 1516, delmant gairebé tota la població autòctona.
La moderna província dels Sants es va constituir el gener de 1945 substituint a l'extinta província d'Azuero d'acord amb el decret de gabinet N ° 13, quedant el seu règim territorial reglamentat pel capítol segon de la Llei 58 de 29 de juliol de 1998, perdent el territori de trencar en aquest procés.
La cultura Santeña és fruit del pas de diferents pobles i civilitzacions que, amb el temps, han anat conformant una identitat cultural particular. Aquests pobles, alguns molt diferents entre si, han anat deixant una empremta lentament assentada entre els habitants. Los Santos és la part més extensa del territori històric i cultural de la Regió d'Azuero i de tot el conjunt de terres de parla azuerenca o castellà d'Azuero.

## Toponímia
El nom de Los Santos, com a tal, es va començar a utilitzar a mitjan segle xvi per designar el poble de la Villa de Los Santos, capital de la província d'Azuero que es va desvincular, gradualment, de la tutela de Natá fins a esdevenir sobirans. L'origen del mot, Los Santos, es deriva de Tots Sants (Omnia Sanctorum). Una festa que se celebra el dia 1 de novembre. Aquesta festivitat és una de les més antigues en el món cristià, i va ser el dia de la fundació del poble homònim.

## Geografia física
Un dels elements que dona singularitat i personalitat pròpia a Los Santos és el seu marc geogràfic. Situada a Panamà, ocupa la major part de la península d'Azuero i, fora d'ella, dues illes principals, l'illa Iguana i l'illa de Cañas, així com les petites illes Fraires del Nord i illes Fraires del Sud.
En extensió territorial és una de les províncies més petites del país, disposa de 3 809,4 km² i uns 214 km de costes.
La província de Los Santos es localitza a la part sud-oriental de la península d'Azuero, a la costa pacífica de Panamà. Cap al nord, el riu La Villa exerceix de frontera natural amb la veïna província d'Herrera, si bé a banda i banda del riu hi ha un mateix paisatge. Al Sud i a l'Est, l'oceà Pacífic posa fi a la província amb una extensa zona de costes, que li confereixen un important caràcter marí. Finalment, a l'Oest limita amb el districte Veragüense de Mariato, on la serra d'Azuero juga el paper de frontera natural entre la costa del golf de Montijo i la vall de Tonosí.

### Clima
Si prenem en consideració la classificació climàtica Köppen, la província de Los Santos té un clima tropical de llençols AWI. Sent conseqüent amb això, a les costes trobem el bosc sec premontano, bosc humit premontano i el bosc sec tropical; situació que no impedeix que a les terres altes s'estableixin microclimes corresponents a un altre entorn ambiental, com són els casos del Canajagua i de turó Hoya.
Generalment es distingeixen dues estacions, la seca i la plujosa. La primera d'elles s'estén des de finals de novembre fins a inicis de maig, i la segona, des de maig fins a novembre. A la pràctica les divisions entre les dues estacions són cada vegada més incertes, caracteritzant la província per temperatures que oscil·len entre els 23 °C i els 32 °C a les costes, amb mínimes de 14 °C a la regió montañosa. Les precipitacions se situen en entorn de 1200 mm anuals en la costa, augmentant els valors en les zones muntanyoses fins als 4.000 mm, el que permet la presència de boscos ennuvolats.

### Relleu
El relleu és un dels principals factors que configura el medi natural. Les alineacions muntanyoses i la seva disposició tenen especial incidència en la configuració del clima, la xarxa fluvial, els sòls i la seva erosió, els pisos bioclimàtics i fins i tot va a tenir influència en la forma d'aprofitament dels recursos naturals.
A la província de Los Santos, en ubicar a la península d'Azuero, podem localitzar tres regions morfoestructurals, que es caracteritzen per les elevacions que presenta. En el relleu santeño poden diferenciar clarament tres zones: la zona serrana dominada pel sector azuerenc de les serres: Occidental d'Azuero i l'Oriental d'Azuero. Les serres són una prolongació de la serralada Central que s'estenen en direcció sud fins a extingir-se en les àrees costaneres de Búcaro i Cañas. Hi ha pocs valls, destacant entre ells el de Tonosí i la vall Rico. Una zona transicional de turons baixos i turons agrupades principalment a la part central sud-oest de la província. Hi ha una tercera zona a les regions baixes costaneres amb planes litorals i conques sedimentàries, on predominen els relleus alomados que formen part del piedemonte de la cordillera.
Quant a les costes azuerenques, el litoral pacífic es caracteritza per un predomini aclaparador de platges i costes baixes, amb presència d'alguns penya-segats sobretot a la zona sud de la serra d'Azuero a Tonosí.
La costa azuerense, compartida amb la veïna província d'Herrera fins a la desembocadura del riu Santa Maria, banya el sud de la província. Els penya-segats són escassos en la província, sent els manglars i petites formacions dunars l'element més característic del relleu costaner. Les platges són de tipus dissipatiu, de sorra fina i daurada al sud i més fosques al nord, amb variacions anuals en la línia costanera que poden ser marcades a causa dels temporals hivernals.

## Economia
Es basa principalment en la ramaderia i en la indústria tèxtil, ja que s'hi fabrica el vestit nacional, la pollera.

## Districtes i corregiments de Los Santos
| Districtes | corregimientos | Capital de Districte   | Los Santos Macaracas Tonosí Pocrí Pedasí Guararé Las Tablas |
| ---------- | --- | ---------------------- | ----------------------------------------------------------- |
| Guararé    | Guararé, El Espinal, El Macano, Guararé Arriba, La Enea, La Pasera, Las Trancas, Llano Abajo, El Hato, Perales | Guararé                | Los Santos Macaracas Tonosí Pocrí Pedasí Guararé Las Tablas |
| Las Tablas | Las Tablas, Bajo Corral, Bayano, El Carate, El Cocal, El Manantial, El Muñoz, El Pedregoso, La Laja, La Miel, La Palma, La Tiza, Las Palmitas, Las Tablas Abajo, Nuario, Palmira, Peña Blanca, Río Hondo, San José, San Miguel, Santo Domingo, El Sesteadero, Valle Rico, Vallerriquito | Las Tablas             | Los Santos Macaracas Tonosí Pocrí Pedasí Guararé Las Tablas |
| Los Santos | La Villa de Los Santos, El Guásimo, La Colorada, La Espigadilla, Las Cruces, Las Guabas, Los Angeles, Los Olivos, Llano Largo, Sabanagrande, Santa Ana, Tres Quebrada, Villa Lourdes, Agua Buena                                                                                        | La Villa de Los Santos | Los Santos Macaracas Tonosí Pocrí Pedasí Guararé Las Tablas |
| Macaracas  | Macaracas, Bahía Honda, Bajos de Guera, Corozal, Chupa, El Cedro, Espino Amarillo, La Mesa, Llano de Piedra, Las Palmas, Mogollón | Macaracas              | Los Santos Macaracas Tonosí Pocrí Pedasí Guararé Las Tablas |
| Pedasí     | Pedasí, Los Asientos, Mariabé, Purio, Oria Arriba | Pedasí                 | Los Santos Macaracas Tonosí Pocrí Pedasí Guararé Las Tablas |
| Pocrí      | Pocrí, El Cañafístulo, Lajamina, Paraíso, Paritilla | Pocrí                  | Los Santos Macaracas Tonosí Pocrí Pedasí Guararé Las Tablas |
| Tonosí     | Tonosí, Altos de Guera, Cañas, El Bebedero, El Cacao, El Cortezo, Flores, Guánico, La Tronosa, Cambutal, Isla de Cañas | Tonosí                 | Los Santos Macaracas Tonosí Pocrí Pedasí Guararé Las Tablas |